# Ukrainische Volleyballnationalmannschaft der Männer
Die ukrainische Volleyballnationalmannschaft der Männer ist eine Auswahl der besten ukrainischen Spieler, die die Ukrainian Volleyball Federation bei internationalen Turnieren und Länderspielen repräsentiert. Die Mannschaft entstand 1991 nach der Auflösung der Sowjetunion.

## Geschichte

### Weltmeisterschaft
Die Ukraine belegte bei der Volleyball-Weltmeisterschaft 1998 den zehnten Platz. Bei ihrer zweiten Teilnahme im Jahr 2022 schied Ukraine im Viertelfinale aus und belegte den siebten Platz.

### Olympische Spiele
Die Ukraine konnte sich noch nie für Olympische Spiele qualifizieren.

### Europameisterschaft
Bei ihrer ersten Teilnahme an der Volleyball-Europameisterschaft wurden die Ukrainer 1993 Sechster. Zwei Jahre später belegten sie den neunten Rang. 1997 schnitten sie als Siebter wieder besser ab. Bei der EM 2005 reichte es nur noch zum zwölften Platz. 

### World Cup
Die Ukraine hat noch nicht im World Cup gespielt.

### Weltliga
Die Weltliga fand bisher ohne ukrainische Beteiligung statt.

### Nations League
Die seit 2018 ausgetragene Nations League fand erstmal 2025 mit ukrainischer Beteiligung statt.

### Europaliga
In der Europaliga war die Ukraine bisher nicht beteiligt.